# Derpy Hooves
 (juin 2013).
Derpy Hooves est un personnage de fiction de la série My Little Pony qui doit sa popularité à la communauté Internet autour de la série. Il s'agit d'une pégase de couleur grise à la queue et à la crinière jaunes et possédant des yeux de couleur jaune/ambre.
Ce personnage apparemment secondaire, apparu dès le premier épisode de la série, possède la particularité d'avoir des yeux qui louchent de haut en bas. Il ne s'agissait pas, à l'origine, d'un défaut intentionnel, mais d'une erreur d'animation de la part des graphistes.

## Origine
Lors du premier épisode, une fête de bienvenue est organisée par Pinkie Pie pour accueillir Twilight Sparkle dans sa maison. Plusieurs internautes ont remarqué que, lorsque Twilight boit involontairement une sauce épicée à l'aide d'une paille, il y a dans la foule à l'arrière-plan une pégase qui louche sans raison apparente.
L'image de cette pégase fut vite enregistrée et publiée dans la section /co/ (Bandes dessinées et dessins animés) de 4chan. Intéressés et intrigués par la nature de ce personnage, les fans de la série ont fini par lui donner une identité propre et même une situation. Ils la baptisèrent ainsi Derpy, du terme anglais derp qui pourrait se traduire par « maladroite(e) » ou « personne agissant avec maladresse ».

## Influence
L'équipe de développement de la série (réputée pour être à l'écoute de ses fans, même sur Internet) a pris connaissance de la petite erreur concernant Derpy. Le superviseur du dessin animé, Jayson Thiessen, en a eu vent et a trouvé cela plutôt amusant.
L'équipe a décidé de garder le concept des yeux croisés, et a finalement accepté de donner à ce pégase le nom que les fans lui avaient attribué depuis le début, autrement dit "Derpy".
Derpy est un personnage qui apparaîtra ensuite sous forme de running gag dans chaque épisode, et que les fans s'amuseront à chercher.

## La situation de Derpy
Quand les fans ont donné à Derpy différentes identités, un métier a été retenu : celui de factrice. Ils lui ont également imaginé une famille : elle aurait une fille, une petite licorne aux mêmes couleurs qu'elle, nommée par les fans "Dinky Hooves", apparaissant dans certains épisodes de la série en tant que personnage de fond, comme sa mère. D'après les images de ses quelques apparitions, elle ne loucherait pas.

## Apparitions
Le tableau suivant indique les apparitions de Derpy pour chaque épisode :
| Saison 1 |
| --- |
| Episode 1 - - 16:34, 16:42 - 17:44 ,17:19 (on peut apercevoir plusieurs Derpy), 17:33, 18:48 - 19:36.                                               |
| Episode 2 - - 20:14 |
| Episode 3 - - 03:35 - 04:11 , 8:11 , 17:13, 18:13.                                                                                                  |
| Episode 4 - - 04:45, 6:01, 14:52 (des suppositions laissent entendre que Derpy aurait prononcé "Muffins" pendant ce passage).                       |
| Episode 5 - - 1:32 - 1:45 |
| Episode 6 - - 2:19, 18:04 - 18:31, 19:15 |
| Episode 7 - - 1:48, 20:12 |
| Episode 8 - - 0:12 |
| Episode 9 - - Aucune apparition. |
| Episode 10 - - 2:32 |
| Episode 11 - - 1:46, 2:10, 2:40, 3:48, 3:52, 5:43, 20:14 - 20:38                                                                                    |
| Episode 12 - - 15:32, 15:55 |
| Episode 13 - - 5:25, 5:29, 5:46, 6:04, 7:18; 7:36, 9:12 - 9:21                                                                                      |
| Episode 14 - - 13:05, 13:12 - 13:18, 13:53. |
| Episode 15 - - 11:09 |
| Episode 16 - - 6:28, 13:14, 13:24, 13:30, 13:58, 14:11, 14:38, 14:54, 16:02 - 16:08, 17:20, 17:40, 17:53, 18:09, 18:31, 18:59, 19:04 - 19:17, 20:33 |
| Episode 17 - - Aucune apparition. |
| Episode 18 - - 2:45, 2:50 |
| Episode 19 - - Aucune apparition. |
| Episode 20 - - 10:00, 10:25, 16:00, 17:10, 17:30, 17:40, 17:45, 17:25 - 17:55, 18:10 - 18:40.                                                       |
| Episode 21 - - Aucune apparition. |
| Episode 22 - - Aucune apparition. |
| Episode 23 - - 11:59, 12:11 - 12:19 |
| Episode 24 - - Aucune apparition. |
| Episode 25 - - 00:02 |
| Episode 26 - - 4:43, 6:45 - 6:47, 13:11 |

Derpy apparaît aussi durant le générique de la saison 2 dans le wagon en forme de muffin à la fenêtre du haut.
| Saison 2 |
| --- |
| Episode 1 - - 20:12 - 20:14 |
| Episode 2 - - 20:39, 20:42, 20:47 - 20:49, 20:52 - 20:53                                                                                                |
| Episode 3 - - 00:44, 17:03, 17:05, 17:55 |
| Episode 4 - - 3:57, 11:54 |
| Episode 5 - - 17:10 |
| Episode 6 - - 8:31 - 8:35, 14:52 - 14:57 |
| Episode 7 - - 7:00 |
| Episode 8 - - 4:30 |
| Episode 18 - - 13:01 |
| Episode 19 - - 7:58, 8:17 |
| Episode 20 - - "Non aperçue." |
| Episode 21 - - "Non aperçue." |
| Episode 22 - - 0:08, 0:10, 3:53, 7:23, 7:26, 7:38, 8:15, 8:31, 8:35, 9:58, 14:35 (uniquement sa mèche), 14:40, 14:47, 14:49, 15:33, 15:43, 17:22, 20:14 |
| Episode 23 - - "Non aperçue." |

Apparition dans Equestria Girls : Rainbow Rocks (jouant de la scie musicale durant l'affrontement des groupes musicaux).
Apparition dans My Little Pony, le film où elle endosse un rôle crucial (elle intervient pour sauver la Princesse Twilight Sparkle de l'attaque de Tempest) à environ la seizième minute du film et se retrouve changée en statue d'obsidienne. Elle redevient normale à la fin du film à environ 1 heure et 26 minutes.

## Caractéristiques
Derpy possède une marque de beauté (Cutie Mark en version originale) représentant des bulles, ce serait une référence aux Supers Nanas (Powerpuff Girls en anglais), une autre série de Lauren Faust. En effet, Derpy ressemble étrangement à Bulle, une des héroïnes de la série dont les couleurs sont similaires.